# Municipio de Summerfield (condado de Clare)
El municipio de Summerfield (en inglés: Summerfield Township) es un municipio ubicado en el condado de Clare en el estado estadounidense de Míchigan. En el año 2010 tenía una población de 456 habitantes y una densidad poblacional de 4,9 personas por km².

## Geografía
El municipio de Summerfield se encuentra ubicado en las coordenadas 44°6′35″N 84°53′32″O / 44.10972, -84.89222. Según la Oficina del Censo de los Estados Unidos, el municipio tiene una superficie total de 92.98 km², de la cual 91,16 km² corresponden a tierra firme y (1,96 %) 1,82 km² es agua.

## Demografía
Según el censo de 2010, había 456 personas residiendo en el municipio de Summerfield. La densidad de población era de 4,9 hab./km². De los 456 habitantes, el municipio de Summerfield estaba compuesto por el 98,9 % blancos, el 0,22 % eran afroamericanos, el 0,22 % eran amerindios, el 0,22 % eran asiáticos y el 0,44 % eran de una mezcla de razas. Del total de la población el 0,88 % eran hispanos o latinos de cualquier raza.